# Tiroler Grauvieh
La Tiroler Grauvieh ou Grigio alpina est une race bovine originaire du Tyrol en Autriche.

## Origine
Elle appartient au rameau brun. Elle est arrivée dans l'est de l'arc alpin avec les Huns. Une race grise s'est singularisée dans le Tyrol. 
Elle a vu ses effectifs fondre sous les assauts de la braunvieh et de la pinzgauer. Quelques éleveurs continuent à la préserver en race pure au nom de la préservation du patrimoine génétique autrichien, mais aussi par amour de sa jolie robe grise. En 1996, l'effectif comprend 16 000 vaches dont 3 900 inscrites au livre généalogique et 20 taureaux.

## Morphologie

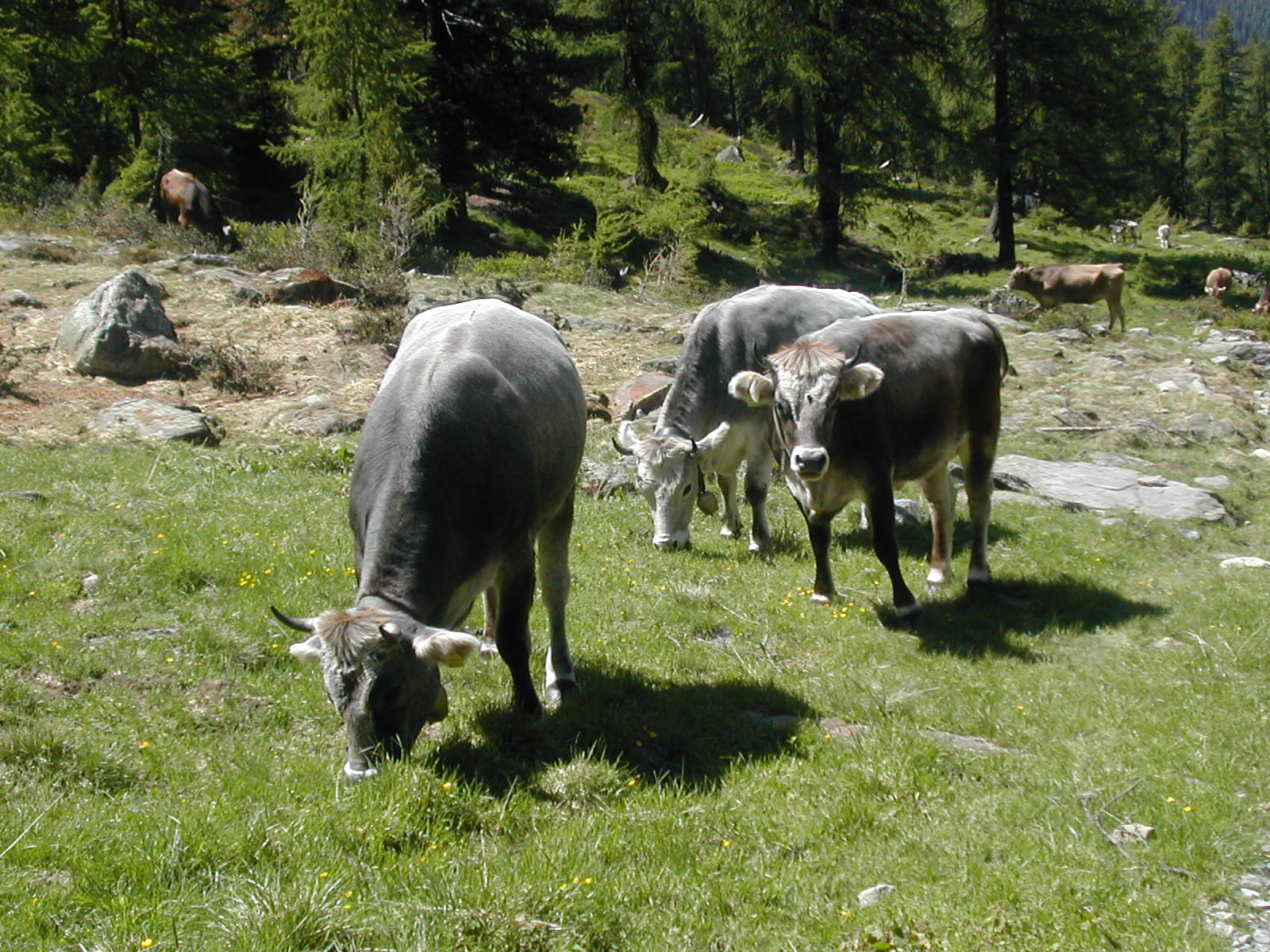
Vaches en alpage.

Elle porte une robe grise, avec les extrémités (tour des yeux, oreilles, pattes...) et le ventre plus clairs, presque blancs. Le mufle est noir, auréolée d'une bande blanche. Le taureau présente une couleur plus sombre, presque noire du cou au garrot. Elle porte une touffe de poils plus longs entre les cornes. 
C'est une race de grande taille. Les vaches mesurent 1,35 m pour une masse de 550 à 630 kg, les taureaux 1,40 m pour 1 000 kg.

## Aptitudes
C'est une race mixte dont le lait est utilisé pour la production fromagère. Les veaux et vaches de réforme sont aussi recherchés pour leur viande savoureuse. 
Elle est reconnue pour ses qualités de rusticité et d'adaptation au milieu montagneux. C'est une vache apte à la vie en plein air intégral à l'alpage et à l'hivernage de longs mois en étable.